# Esmer yarim
"Esmer yarim" (tradução portuguesa: "Minha querida morena") foi a canção que representou a Turquia no Festival Eurovisão da Canção 1993 que teve lugar em Millstreet, Irlanda. Foi cantada em turco por Burak Aydos. Foi a segunda canção a ser interpretada na noite do festival, a seguir à italiana "Sole d'Europa", cantada por Enrico Ruggeri e antes da canção alemã "Viel zu weit", interpretada pela banda Münchener Freiheit. Terminou a competição em 21.º lugar, tendo recebido 10 pontos. Informações sobre a canção.
A Turquia só regressaria em 1995 com a canção "Sev, cantada por Arzu Ece.

## Autores
A canção tinha letra e música do próprio Burak Aydos e não teve orquestrador. Informações sobre a canção.

## Letra
A canção é dirigida a uma rapariga morena a quem o cantor tece muitos elogios e de quem parece estar perdidamente apaixonado. Letra da canção.

## Versões
Aydos lançou uma versão em inglês intitulada "My pretty baby". Informações sobre a canção.